# Phyllodromica janeri
Phyllodromica janeri es una especie de cucaracha del género Phyllodromica, familia Ectobiidae. Fue descrita científicamente por Bolívar en 1894.
Habita en Marruecos.